# Liste der Nummer-eins-Hits in Argentinien (2010)
Diese Liste der Nummer-eins-Hits basiert auf den offiziellen wöchentlichen Top-20-Popalbumcharts der Cámara Argentina de Productores de Fonogramas y Videogramas (CAPIF), der argentinischen Landesgruppe der IFPI, im Jahr 2010. Die verfügbaren Aufzeichnungen beginnen am 7. Februar 2010, frühere Daten sind derzeit nicht verfügbar.

## Alben
| | Liste der Nummer-eins-Hits in Argentinien | Liste der Nummer-eins-Hits in Argentinien | Liste der Nummer-eins-Hits in Argentinien                  | 2011 → |
| \| Zeitraum \| Wo. ges. \| Interpret \| Titel \| Zusätzliche Informationen \| \| (Zeitraum, Wochen auf Platz eins, Interpret, Titel, zusätzliche Informationen) \| \| \| \| \| \| ------------------------------------------------------------------------------ \| -------- \| ------------------------------- \| ---------------------------------------------------------- \| ------------------------------------------------------------------------------------------------------------------------------------------------------------------------------------------------------------------------------------------------------------------------------------ \| \| 7. Februar 2010 – 13. Februar 2010 1 Woche \| 1 \| Sandro \| Secretamente palabras de amor (para escuchar en penumbras) \| Der argentinische Rock-and-Roll-Star war kurz zuvor gestorben, seine letzte Albumveröffentlichung aus dem Jahr 2006 stieg danach an die Spitze der Charts \| \| 14. Februar 2010 – 20. Februar 2010 1 Woche \| 1 \| Bunbury \| La consecuencias \| Das sechste Soloalbum des Sängers der Héroes del Silencio nach deren Auflösung \| \| 21. Februar 2010 – 27. Februar 2010 1 Woche \| 1 \| Chayanne \| No hay imposibles \| Seit mehr als einem Vierteljahrhundert ist der Sänger aus Puerto Rico mit seinen Alben erfolgreich \| \| 28. Februar 2010 – 6. März 2010 1 Woche \| 1 \| Nick Jonas & the Administration \| Who I Am \| Der jüngste der drei Jonas Brothers war mit seinem Debütalbum mit eigener Band vor allem in Nord- und Südamerika erfolgreich \| \| 7. März 2010 – 13. März 2010 1 Woche \| 1 \| Consentidos \| Consentidos \| Eine Telenovela um eine Schule mit Problemschülern im Alter von sieben bis 12 Jahren braucht auch ein Soundtrack-Album mit altersgemäßer Musik; die argentinische Daily Soap lief neun Monate lang \| \| 14. März 2010 – 20. März 2010 1 Woche \| 1 \| Julieta Venegas \| Otra cosa \| Mit ihrem fünften Studioalbum war die mexikanische Cantautora wieder international erfolgreich \| \| 21. März 2010 – 27. März 2010 1 Woche \| 1 \| Shakira \| Loba \| Obwohl das sechste Studioalbum des kolumbianischen Weltstars Platz eins erreichte, kam es als erstes ihrer Alben in Argentinien nicht über Gold hinaus \| \| 28. März 2010 – 10. April 2010 2 Wochen (insgesamt 3) \| 3 \| Teen Angels \| Teen Angels 4 \| Das vierte Album im vierten Jahr der argentinischen Daily Soap Casi ángeles, die fünf Popsänger waren nicht nur Bestandteil der Handlung dieser erfolgreichen Jugendserie, sondern auch darüber hinaus als Band in Südamerika erfolgreich \| \| 11. April 2010 – 17. April 2010 1 Woche \| 1 \| Charly García \| El concierto subacuático \| Das „Unterwasserkonzert“ spielte der Rocksänger an seinem 58. Geburtstag in seiner Heimatstadt Buenos Aires im Estadio José Amalfitani; den Namen erhielt es wegen der heftigen Regenfälle, unter denen es stattfand \| \| 18. April 2010 – 24. April 2010 1 Woche \| 1 \| AC/DC \| Iron Man 2 \| Der Soundtrack zum Film Iron Man 2 war eine Zusammenstellung der größten Hits der australischen Hardrockband und international erfolgreich \| \| 25. April 2010 – 1. Mai 2010 1 Woche (insgesamt 2) \| 2 \| Daddy Yankee \| Mundial \| Der Reggaeton-Star war der zweite Puerto-Ricaner in diesem Jahr an der argentinischen Chartspitze \| \| 2. Mai 2010 – 8. Mai 2010 1 Woche \| 1 \| Diego Torres \| Distinto \| Das siebte Studioalbum des argentinischen Popsängers war auch international bis hinein in die USA erfolgreich \| \| 9. Mai 2010 – 15. Mai 2010 1 Woche \| 1 \| El Bordo \| Historias perdidas \| Die Rockband aus der argentinischen Hauptstadt veröffentlichte fünf Alben im Zwei-Jahres-Rhythmus \| \| 16. Mai 2010 – 22. Mai 2010 1 Woche \| 1 \| Lady Gaga \| The Remix \| Nach den überragenden Erfolgen war das Remix-Album der neuen Popqueen nur in wenigen Ländern so erfolgreich wie in Argentinien \| \| 23. Mai 2010 – 29. Mai 2010 1 Woche \| 1 \| Marc Anthony \| Iconos \| Sechs Jahre waren seit dem letzten Studioalbum des US-amerikanischen Latinpopsängers vergangen \| \| 30. Mai 2010 – 5. Juni 2010 1 Woche \| 1 \| Andrés Calamaro \| On the Rock \| – \| \| 6. Juni 2010 – 12. Juni 2010 1 Woche \| 1 \| Juan Luis Guerra \| A son de Guerra \| Das Album des Musikers aus der Dominikanischen Republik wurde mit dem Latin Grammy als Album des Jahres ausgezeichnet \| \| 13. Juni 2010 – 19. Juni 2010 1 Woche \| 1 \| La Oreja de Van Gogh \| Nuestra casa a la izquierda del tiempo \| Die Basken veröffentlichten Aufnahmen alter Hits mit neuer Sängerin und in neuer Form, mal akustisch, mal mit Orchesterunterstützung \| \| 20. Juni 2010 – 26. Juni 2010 1 Woche \| 1 \| Verschiedene Interpreten \| Listen Up! The Official 2010 FIFA World Cup Album \| Im fußballbegeisterten Argentinien ist auch die Kompilation zur Fußball-Weltmeisterschaft 2010 die Nummer eins; bekanntester Hit darauf ist Shakiras Waka Waka \| \| 27. Juni 2010 – 3. Juli 2010 1 Woche \| 1 \| Los Nocheros \| La otra luna \| Das Sängerquartett aus dem Nordwesten des Landes singt sehr erfolgreich traditionelle argentinische Musik \| \| 4. Juli 2010 – 10. Juli 2010 1 Woche (insgesamt 2) \| 2 \| Ricardo Montaner \| Soy feliz \| Der Cantautor aus Venezuela, der in Argentinien geboren wurde, ist schon seit Jahrzehnten erfolgreich \| \| 11. Juli 2010 – 17. Juli 2010 1 Woche \| 1 \| Miley Cyrus \| Can’t Be Tamed \| Das dritte Popalbum der Hannah-Montana-Schauspielerin knüpfte an die Erfolge der Vorgängeralben an \| \| 18. Juli 2010 – 24. Juli 2010 1 Woche (insgesamt 3) \| 3 \| Teen Angels \| Teen Angels 4 \| – \| \| 25. Juli 2010 – 31. Juli 2010 1 Woche \| 1 \| Kylie Minogue \| Aphrodite \| – \| \| 1. August 2010 – 7. August 2010 1 Woche \| 1 \| Abel Pintos \| Reevolución \| Album Nummer sieben des traditionellen argentinischen Sängers \| \| 8. August 2010 – 14. August 2010 1 Woche (insgesamt 2) \| 2 \| Ricardo Montaner \| Soy feliz \| – \| \| 15. August 2010 – 28. August 2010 2 Wochen (insgesamt 3) \| 3 \| Ricardo Arjona \| Poquita ropa \| 25 Jahre nach seinem Debütalbum veröffentlicht der Musiker aus Guatemala ein weiteres Erfolgsalbum, das in Argentinien Platinstatus erreichte \| \| 29. August 2010 – 4. September 2010 1 Woche \| 1 \| La Fiesta \| A pleno \| Die Band von Cristian ‚Loco‘ Amato veröffentlicht seit 2003 im Schnitt zwei Alben pro Jahr in ihrer typischen argentinischen Cuarteto-Musik \| \| 5. September 2010 – 11. September 2010 1 Woche \| 1 \| Luis Miguel \| Luis Miguel \| Zum 30-jährigen Bühnenjubiläum veröffentlichte der mexikanische Star des Latin-Pop ein neues Studioalbum mit seinem Namen als Titel \| \| 12. September 2010 – 18. September 2010 1 Woche (insgesamt 3) \| 3 \| Ricardo Arjona \| Poquita ropa \| – \| \| 19. September 2010 – 25. September 2010 1 Woche \| 1 \| Luciano Pereyra \| Volverte a ver \| – \| \| 26. September 2010 – 2. Oktober 2010 1 Woche (insgesamt 2) \| 2 \| Vicentico \| Solo un momento \| Bekannt ist der argentinische Sänger international als Kopf der Fabulosos Cadillacs, Solo un momento ist sein viertes Solo-Studioalbum und wurde mit Platin ausgezeichnet. \| \| 3. Oktober 2010 – 23. Oktober 2010 3 Wochen (insgesamt 8) \| 8 \| Marco Antonio Solís \| En total plenitud \| Der Mexikaner ist ein Star in der Welt des Latinpop und bekam zwei Monate zuvor einen Stern auf dem Hollywood Walk of Fame, mit fünf Wochen auf Platz eins war es das mit Abstand erfolgreichste Album des Jahres und drei weitere Male kehrte es bis August 2011 auf Platz 1 zurück \| \| 24. Oktober 2010 – 30. Oktober 2010 1 Woche (insgesamt 2) \| 2 \| Pink Floyd \| The Wall \| Kurz zuvor hatte Roger Waters seine The-Wall-Live-Tour begonnen, um das 30-jährige Jubiläum des legendären Albums zu feiern; in den argentinischen Charts war es eine Pink-Floyd-Woche: elf ihrer alten Alben konnten sie in den Top 20 platzieren \| \| 31. Oktober 2010 – 13. November 2010 2 Wochen (insgesamt 8) \| 8 \| Marco Antonio Solís \| En total plenitud \| – \| \| 14. November 2010 – 20. November 2010 1 Woche (insgesamt 2) \| 2 \| Daddy Yankee \| Mundial \| – \| \| 21. November 2010 – 27. November 2010 1 Woche \| 1 \| Calle 13 \| Enren los que quieran \| Reggaeton aus Puerto Rico löst Reggaeton aus Puerto Rico an der Chartspitze ab: Das Duo ist bereits mit seinem fünften Album erfolgreich \| \| 28. November 2010 – 4. Dezember 2010 1 Woche (insgesamt 2) \| 2 \| Juanes \| P.A.R.C.E. \| Auch der zweite kolumbianische Superstar neben Shakira stand in diesem Jahr in Argentinien ganz oben und konnte gleichzeitig mit der DVD auch noch Platz zwei der Charts einnehmen \| \| 5. Dezember 2010 – 11. Dezember 2010 1 Woche \| 1 \| Soledad \| Vivo en Arequito \| Ihren 30. Geburtstag feierte die argentinische Sängerin mit einem Konzert in ihrer Geburtsstadt Arequito, das Livealbum wurde auch für einen Latin Grammy nominiert \| \| 12. Dezember 2010 – 18. Dezember 2010 1 Woche \| 1 \| La Fiesta \| 8 Aniversario \| Ein ungewöhnlicher Grund zum Feiern ist das 8-jährige Bestehen der Band aus dem argentinischen Córdoba; es war bereits das zweite Nummer-eins-Album innerhalb weniger Monate \| \| 19. Dezember 2010 – 25. Dezember 2010 1 Woche (insgesamt 2) \| 2 \| Vicentico \| Solo un momento \| – \| \| 26. Dezember 2010 – 1. Januar 2011 1 Woche \| 1 \| Yes \| Close to the Edge \| – \| |                                           |                                           |                                                            | |
| |                                           |                                           |                                                            | → 2011 → |
| Zeitraum | Wo. ges.                                  | Interpret                                 | Titel                                                      | Zusätzliche Informationen |
| (Zeitraum, Wochen auf Platz eins, Interpret, Titel, zusätzliche Informationen) |                                           |                                           |                                                            | |
| 7. Februar 2010 – 13. Februar 2010 1 Woche | 1                                         | Sandro                                    | Secretamente palabras de amor (para escuchar en penumbras) | Der argentinische Rock-and-Roll-Star war kurz zuvor gestorben, seine letzte Albumveröffentlichung aus dem Jahr 2006 stieg danach an die Spitze der Charts |
| 14. Februar 2010 – 20. Februar 2010 1 Woche | 1                                         | Bunbury                                   | La consecuencias                                           | Das sechste Soloalbum des Sängers der Héroes del Silencio nach deren Auflösung |
| 21. Februar 2010 – 27. Februar 2010 1 Woche | 1                                         | Chayanne                                  | No hay imposibles                                          | Seit mehr als einem Vierteljahrhundert ist der Sänger aus Puerto Rico mit seinen Alben erfolgreich |
| 28. Februar 2010 – 6. März 2010 1 Woche | 1                                         | Nick Jonas & the Administration           | Who I Am                                                   | Der jüngste der drei Jonas Brothers war mit seinem Debütalbum mit eigener Band vor allem in Nord- und Südamerika erfolgreich |
| 7. März 2010 – 13. März 2010 1 Woche | 1                                         | Consentidos                               | Consentidos                                                | Eine Telenovela um eine Schule mit Problemschülern im Alter von sieben bis 12 Jahren braucht auch ein Soundtrack-Album mit altersgemäßer Musik; die argentinische Daily Soap lief neun Monate lang                                                                                   |
| 14. März 2010 – 20. März 2010 1 Woche | 1                                         | Julieta Venegas                           | Otra cosa                                                  | Mit ihrem fünften Studioalbum war die mexikanische Cantautora wieder international erfolgreich |
| 21. März 2010 – 27. März 2010 1 Woche | 1                                         | Shakira                                   | Loba                                                       | Obwohl das sechste Studioalbum des kolumbianischen Weltstars Platz eins erreichte, kam es als erstes ihrer Alben in Argentinien nicht über Gold hinaus |
| 28. März 2010 – 10. April 2010 2 Wochen (insgesamt 3) | 3                                         | Teen Angels                               | Teen Angels 4                                              | Das vierte Album im vierten Jahr der argentinischen Daily Soap Casi ángeles, die fünf Popsänger waren nicht nur Bestandteil der Handlung dieser erfolgreichen Jugendserie, sondern auch darüber hinaus als Band in Südamerika erfolgreich                                            |
| 11. April 2010 – 17. April 2010 1 Woche | 1                                         | Charly García                             | El concierto subacuático                                   | Das „Unterwasserkonzert“ spielte der Rocksänger an seinem 58. Geburtstag in seiner Heimatstadt Buenos Aires im Estadio José Amalfitani; den Namen erhielt es wegen der heftigen Regenfälle, unter denen es stattfand                                                                 |
| 18. April 2010 – 24. April 2010 1 Woche | 1                                         | AC/DC                                     | Iron Man 2                                                 | Der Soundtrack zum Film Iron Man 2 war eine Zusammenstellung der größten Hits der australischen Hardrockband und international erfolgreich |
| 25. April 2010 – 1. Mai 2010 1 Woche (insgesamt 2) | 2                                         | Daddy Yankee                              | Mundial                                                    | Der Reggaeton-Star war der zweite Puerto-Ricaner in diesem Jahr an der argentinischen Chartspitze |
| 2. Mai 2010 – 8. Mai 2010 1 Woche | 1                                         | Diego Torres                              | Distinto                                                   | Das siebte Studioalbum des argentinischen Popsängers war auch international bis hinein in die USA erfolgreich |
| 9. Mai 2010 – 15. Mai 2010 1 Woche | 1                                         | El Bordo                                  | Historias perdidas                                         | Die Rockband aus der argentinischen Hauptstadt veröffentlichte fünf Alben im Zwei-Jahres-Rhythmus |
| 16. Mai 2010 – 22. Mai 2010 1 Woche | 1                                         | Lady Gaga                                 | The Remix                                                  | Nach den überragenden Erfolgen war das Remix-Album der neuen Popqueen nur in wenigen Ländern so erfolgreich wie in Argentinien |
| 23. Mai 2010 – 29. Mai 2010 1 Woche | 1                                         | Marc Anthony                              | Iconos                                                     | Sechs Jahre waren seit dem letzten Studioalbum des US-amerikanischen Latinpopsängers vergangen |
| 30. Mai 2010 – 5. Juni 2010 1 Woche | 1                                         | Andrés Calamaro                           | On the Rock                                                | – |
| 6. Juni 2010 – 12. Juni 2010 1 Woche | 1                                         | Juan Luis Guerra                          | A son de Guerra                                            | Das Album des Musikers aus der Dominikanischen Republik wurde mit dem Latin Grammy als Album des Jahres ausgezeichnet |
| 13. Juni 2010 – 19. Juni 2010 1 Woche | 1                                         | La Oreja de Van Gogh                      | Nuestra casa a la izquierda del tiempo                     | Die Basken veröffentlichten Aufnahmen alter Hits mit neuer Sängerin und in neuer Form, mal akustisch, mal mit Orchesterunterstützung |
| 20. Juni 2010 – 26. Juni 2010 1 Woche | 1                                         | Verschiedene Interpreten                  | Listen Up! The Official 2010 FIFA World Cup Album          | Im fußballbegeisterten Argentinien ist auch die Kompilation zur Fußball-Weltmeisterschaft 2010 die Nummer eins; bekanntester Hit darauf ist Shakiras Waka Waka |
| 27. Juni 2010 – 3. Juli 2010 1 Woche | 1                                         | Los Nocheros                              | La otra luna                                               | Das Sängerquartett aus dem Nordwesten des Landes singt sehr erfolgreich traditionelle argentinische Musik |
| 4. Juli 2010 – 10. Juli 2010 1 Woche (insgesamt 2) | 2                                         | Ricardo Montaner                          | Soy feliz                                                  | Der Cantautor aus Venezuela, der in Argentinien geboren wurde, ist schon seit Jahrzehnten erfolgreich |
| 11. Juli 2010 – 17. Juli 2010 1 Woche | 1                                         | Miley Cyrus                               | Can’t Be Tamed                                             | Das dritte Popalbum der Hannah-Montana-Schauspielerin knüpfte an die Erfolge der Vorgängeralben an |
| 18. Juli 2010 – 24. Juli 2010 1 Woche (insgesamt 3) | 3                                         | Teen Angels                               | Teen Angels 4                                              | – |
| 25. Juli 2010 – 31. Juli 2010 1 Woche | 1                                         | Kylie Minogue                             | Aphrodite                                                  | – |
| 1. August 2010 – 7. August 2010 1 Woche | 1                                         | Abel Pintos                               | Reevolución                                                | Album Nummer sieben des traditionellen argentinischen Sängers |
| 8. August 2010 – 14. August 2010 1 Woche (insgesamt 2) | 2                                         | Ricardo Montaner                          | Soy feliz                                                  | – |
| 15. August 2010 – 28. August 2010 2 Wochen (insgesamt 3) | 3                                         | Ricardo Arjona                            | Poquita ropa                                               | 25 Jahre nach seinem Debütalbum veröffentlicht der Musiker aus Guatemala ein weiteres Erfolgsalbum, das in Argentinien Platinstatus erreichte |
| 29. August 2010 – 4. September 2010 1 Woche | 1                                         | La Fiesta                                 | A pleno                                                    | Die Band von Cristian ‚Loco‘ Amato veröffentlicht seit 2003 im Schnitt zwei Alben pro Jahr in ihrer typischen argentinischen Cuarteto-Musik |
| 5. September 2010 – 11. September 2010 1 Woche | 1                                         | Luis Miguel                               | Luis Miguel                                                | Zum 30-jährigen Bühnenjubiläum veröffentlichte der mexikanische Star des Latin-Pop ein neues Studioalbum mit seinem Namen als Titel |
| 12. September 2010 – 18. September 2010 1 Woche (insgesamt 3) | 3                                         | Ricardo Arjona                            | Poquita ropa                                               | – |
| 19. September 2010 – 25. September 2010 1 Woche | 1                                         | Luciano Pereyra                           | Volverte a ver                                             | – |
| 26. September 2010 – 2. Oktober 2010 1 Woche (insgesamt 2) | 2                                         | Vicentico                                 | Solo un momento                                            | Bekannt ist der argentinische Sänger international als Kopf der Fabulosos Cadillacs, Solo un momento ist sein viertes Solo-Studioalbum und wurde mit Platin ausgezeichnet. |
| 3. Oktober 2010 – 23. Oktober 2010 3 Wochen (insgesamt 8) | 8                                         | Marco Antonio Solís                       | En total plenitud                                          | Der Mexikaner ist ein Star in der Welt des Latinpop und bekam zwei Monate zuvor einen Stern auf dem Hollywood Walk of Fame, mit fünf Wochen auf Platz eins war es das mit Abstand erfolgreichste Album des Jahres und drei weitere Male kehrte es bis August 2011 auf Platz 1 zurück |
| 24. Oktober 2010 – 30. Oktober 2010 1 Woche (insgesamt 2) | 2                                         | Pink Floyd                                | The Wall                                                   | Kurz zuvor hatte Roger Waters seine The-Wall-Live-Tour begonnen, um das 30-jährige Jubiläum des legendären Albums zu feiern; in den argentinischen Charts war es eine Pink-Floyd-Woche: elf ihrer alten Alben konnten sie in den Top 20 platzieren                                   |
| 31. Oktober 2010 – 13. November 2010 2 Wochen (insgesamt 8) | 8                                         | Marco Antonio Solís                       | En total plenitud                                          | – |
| 14. November 2010 – 20. November 2010 1 Woche (insgesamt 2) | 2                                         | Daddy Yankee                              | Mundial                                                    | – |
| 21. November 2010 – 27. November 2010 1 Woche | 1                                         | Calle 13                                  | Enren los que quieran                                      | Reggaeton aus Puerto Rico löst Reggaeton aus Puerto Rico an der Chartspitze ab: Das Duo ist bereits mit seinem fünften Album erfolgreich |
| 28. November 2010 – 4. Dezember 2010 1 Woche (insgesamt 2) | 2                                         | Juanes                                    | P.A.R.C.E.                                                 | Auch der zweite kolumbianische Superstar neben Shakira stand in diesem Jahr in Argentinien ganz oben und konnte gleichzeitig mit der DVD auch noch Platz zwei der Charts einnehmen                                                                                                   |
| 5. Dezember 2010 – 11. Dezember 2010 1 Woche | 1                                         | Soledad                                   | Vivo en Arequito                                           | Ihren 30. Geburtstag feierte die argentinische Sängerin mit einem Konzert in ihrer Geburtsstadt Arequito, das Livealbum wurde auch für einen Latin Grammy nominiert |
| 12. Dezember 2010 – 18. Dezember 2010 1 Woche | 1                                         | La Fiesta                                 | 8 Aniversario                                              | Ein ungewöhnlicher Grund zum Feiern ist das 8-jährige Bestehen der Band aus dem argentinischen Córdoba; es war bereits das zweite Nummer-eins-Album innerhalb weniger Monate |
| 19. Dezember 2010 – 25. Dezember 2010 1 Woche (insgesamt 2) | 2                                         | Vicentico                                 | Solo un momento                                            | – |
| 26. Dezember 2010 – 1. Januar 2011 1 Woche | 1                                         | Yes                                       | Close to the Edge                                          | – |